# João Gomes (futebolista)
João Victor Gomes da Silva (Rio de Janeiro, 12 de fevereiro de 2001) é um futebolista brasileiro que atua como volante. Atualmente joga no Wolverhampton.

## Carreira

### Início
João Gomes cresceu em Ramos, subúrbio do Rio de Janeiro, onde morava com a mãe e o avô. Com sete anos, deu os primeiros chutes em um projeto de escolinha de futebol no Piscinão de Ramos, Zona Norte do Rio de Janeiro. Após ir com um amigo fazer um teste no Flamengo, aos oito anos de idade, foi aprovado no mesmo dia e foi transferido às categorias de base do rubro-negro carioca.

### Flamengo
Gomes passou a morar em Vargem Grande, perto do CT Ninho do Urubu. Conforme progrediu na carreira, começou a conquistar espaço. Sempre foi tratado como promessa, mas não desanimou em momentos mais difíceis. Quando o volante passou por um período sem ser muito utilizado, foi sugerido que ele deixasse o Flamengo. A resposta foi veemente recusada pelo jogador.
A persistência deu resultado. Em 2019, Gomes foi titular da equipe sub-20 que conquistou cinco competições na temporada, incluindo o Campeonato Brasileiro, o Campeonato Carioca e a Supercopa do Brasil. Chegou a ser convocado para a Seleção Brasileira Sub-20, mas acabou não se apresentando, pois o Flamengo estava na reta final de temporada.
Na retomada dos treinos após a pandemia de COVID-19, ele fez parte de um grupo de meninos do Sub-20 que subiu para treinar com a equipe profissional, ainda sob o comando de Jorge Jesus. Gomes foi um dos nove jovens da base inscritos pelo Flamengo na Libertadores de 2020, depois que a CONMEBOL aumentou para 50 o limite de jogadores que poderão ser usados na competição. De todos, o volante foi o único a ser incluído na viagem para o Equador para ser relacionado pela primeira vez na derrota por 5–0 para o Independiente del Valle.

#### 2020
Sua estreia oficial pelo Flamengo aconteceu no dia 21 de outubro, entrando como substituto de Willian Arão em uma vitória em casa por 3–1 sobre o Junior Barranquilla, pela Copa Libertadores da América. Apesar do espanhol Domènec Torrent ter dado a João Gomes a primeira chance, foi com Rogério Ceni que o volante passou a ter mais espaço. Dos 12 jogos como profissional, dez foram sob comando de Ceni, que fez elogios ao jogador.

#### 2021
No dia 10 de fevereiro, João Gomes renovou seu contrato com o Flamengo até o final de 2025. Já no dia 22 de maio, João marcou seu primeiro gol como profissional na carreira, sendo ele o último do Flamengo na vitória por 3–1 sobre o Fluminense, em jogo válido pelo jogo de volta da final do Campeonato Carioca.
Em 1 de julho, deu uma assistência para Pedro fazer o primeiro gol da vitória por 2–0 sobre Cuiabá, em jogo válido pela 8ª rodada do Campeonato Brasileiro.
No dia 6 de agosto, fez o gol da vitória do Flamengo por 1–0 sobre o ABC, válido pelo jogo de volta das oitavas da Copa do Brasil.

#### 2022
Após ser esquecido por Renato Gaúcho na temporada passada e ter sua saída quase que certa, Gomes tornou-se titular absoluto com a chegada de Paulo Sousa. Devido ao seu bom Campeonato Carioca, foi eleito para a seleção da competição. Teve uma boa atuação no dia 17 de abril, na vitória por 3–1 sobre o São Paulo, em jogo válido pela 2ª rodada do Brasileirão. Na ocasião, o volante concedeu uma assistência para Mauricio Isla fazer o segundo gol rubro-negro e ainda foi eleito o melhor jogador da partida. Fez o gol da vitória por 2–1 na vitória por 2–1 sobre o Altos no dia 1 de maio, em jogo válido pelo jogo de ida da terceira fase da Copa do Brasil.

#### 2023
Sem atuar em 2023 devido às negociações para a sua transferência, João Gomes deixou o Flamengo após 122 jogos, tendo marcado quatro gols e dado quatro assistências.

### Wolverhampton
Após recusar uma proposta do Lyon, João Gomes foi vendido ao Wolverhampton, da Inglaterra, por 18,7 milhões de euros (cerca de 103,2 milhões de reais). Estreou pelo clube no dia 11 de fevereiro, na vitória por 2–1 contra o Southampton, fora de casa, em jogo válido pela Premier League. O volante começou no banco de reservas, entrou aos 25 minutos do segundo tempo e marcou o gol da vitória dos Wolves. Na comemoração, o ex-flamenguista se emocionou e chorou de felicidade.
Em 27 de dezembro de 2023, João Gomes realizou 10 desarmes na goleada por 4–1 sobre o Brentford, e bateu o recorde de roubadas de bola em uma única partida da temporada da Premier League. O volante teve grande atuação no dia 17 de fevereiro de 2024, marcando os dois gols que garantiram a vitória por 2–1 contra o Tottenham, pela 25ª rodada da Premier League.
No dia 1 de abril de 2024, o Wolverhampton anunciou a renovação do contrato com o volante João Gomes. O brasileiro assinou um novo vínculo por mais cinco anos: agora, o contrato vai até 2030, com opção de renovação por mais uma temporada.

## Seleção Nacional
Recebeu sua primeira convocação para a Seleção Brasileira no dia 3 de março de 2023, sendo chamado pelo técnico interino Ramon Menezes para um amistoso contra o Marrocos. João Gomes estreou apenas no ano seguinte, no dia 23 de março de 2024, sendo titular na partida que marcou a estreia do treinador Dorival Júnior. Na ocasião, o Brasil venceu a Inglaterra por 1–0, em amistoso realizado em Wembley.

## Vida pessoal
Em julho de 2024, durante um documentário produzido pelo Wolverhampton, o jogador declarou como lida com a gagueira, distúrbio de comunicação que afeta a fluência na sua fala.

## Estatísticas
Atualizadas até 23 de março de 2024

### Clubes
| Equipe            | Temporada         | Campeonato nacional | Campeonato nacional | Campeonato nacional | Copa nacional[a] | Copa nacional[a] | Copa nacional[a] | Competições continentais[b] | Competições continentais[b] | Competições continentais[b] | Outros torneios[c] | Outros torneios[c] | Outros torneios[c] | Total | Total | Total   |
| Equipe            | Temporada         | Jogos               | Gols                | Assist.             | Jogos            | Gols             | Assist.          | Jogos                       | Gols                        | Assist.                     | Jogos              | Gols               | Assist.            | Jogos | Gols  | Assist. |
| ----------------- | ----------------- | ------------------- | ------------------- | ------------------- | ---------------- | ---------------- | ---------------- | --------------------------- | --------------------------- | --------------------------- | ------------------ | ------------------ | ------------------ | ----- | ----- | ------- |
| Flamengo          | 2020              | 11                  | 0                   | 0                   | 0                | 0                | 0                | 3                           | 0                           | 0                           | 0                  | 0                  | 0                  | 14    | 0     | 0       |
| Flamengo          | 2021              | 19                  | 0                   | 1                   | 4                | 1                | 0                | 6                           | 0                           | 0                           | 15                 | 1                  | 1                  | 44    | 2     | 2       |
| Flamengo          | 2022              | 29                  | 0                   | 1                   | 9                | 2                | 0                | 12                          | 0                           | 0                           | 14                 | 0                  | 0                  | 64    | 2     | 1       |
| Flamengo          | Total             | 59                  | 0                   | 2                   | 13               | 3                | 0                | 21                          | 0                           | 0                           | 29                 | 1                  | 1                  | 122   | 4     | 3       |
| Wolverhampton     | 2022–23           | 11                  | 1                   | 0                   | —                | —                | —                | —                           | —                           | —                           | 0                  | 0                  | 0                  | 11    | 1     | 0       |
| Wolverhampton     | 2023–24           | 24                  | 2                   | 0                   | 2                | 0                | 0                | —                           | —                           | —                           | 1                  | 0                  | 0                  | 27    | 2     | 0       |
| Wolverhampton     | Total             | 35                  | 3                   | 0                   | 2                | 0                | 0                | —                           | —                           | —                           | 1                  | 0                  | 0                  | 38    | 3     | 0       |
| Total na carreira | Total na carreira | 94                  | 3                   | 2                   | 15               | 3                | 0                | 21                          | 0                           | 0                           | 30                 | 1                  | 1                  | 160   | 7     | 3       |

- a. ^ Jogos da Copa do Brasil e Copa da Inglaterra
- b. ^ Jogos da Copa Libertadores da América
- c. ^ Jogos do Campeonato Carioca, Supercopa do Brasil e Copa da Liga Inglesa

## Títulos
Flamengo
Categorias de base
- Copa do Brasil Sub-17: 2018
- Torneio Octávio Pinto Guimarães: 2019
- Campeonato Carioca Sub-20: 2019
- Campeonato Brasileiro Sub-20: 2019
- Supercopa do Brasil Sub-20: 2019

Profissional
- Campeonato Carioca: 2020 e 2021
- Campeonato Brasileiro: 2020
- Supercopa do Brasil: 2021
- Copa do Brasil: 2022
- Copa Libertadores da América: 2022[29]

### Prêmios individuais
- Seleção do Campeonato Carioca: 2022
- Seleção da Copa Libertadores da América: 2022
- Prêmio Craque do Brasileirão: 2022